# جورج راسل (سائق سباق)
جورج راسل (بالإنجليزية: George William Russell) (ولد في 15 شباط / فبراير 1998) في كينجز لين، نورفولك، وهو سائق سباق سيارات بريطاني.

## المهنية

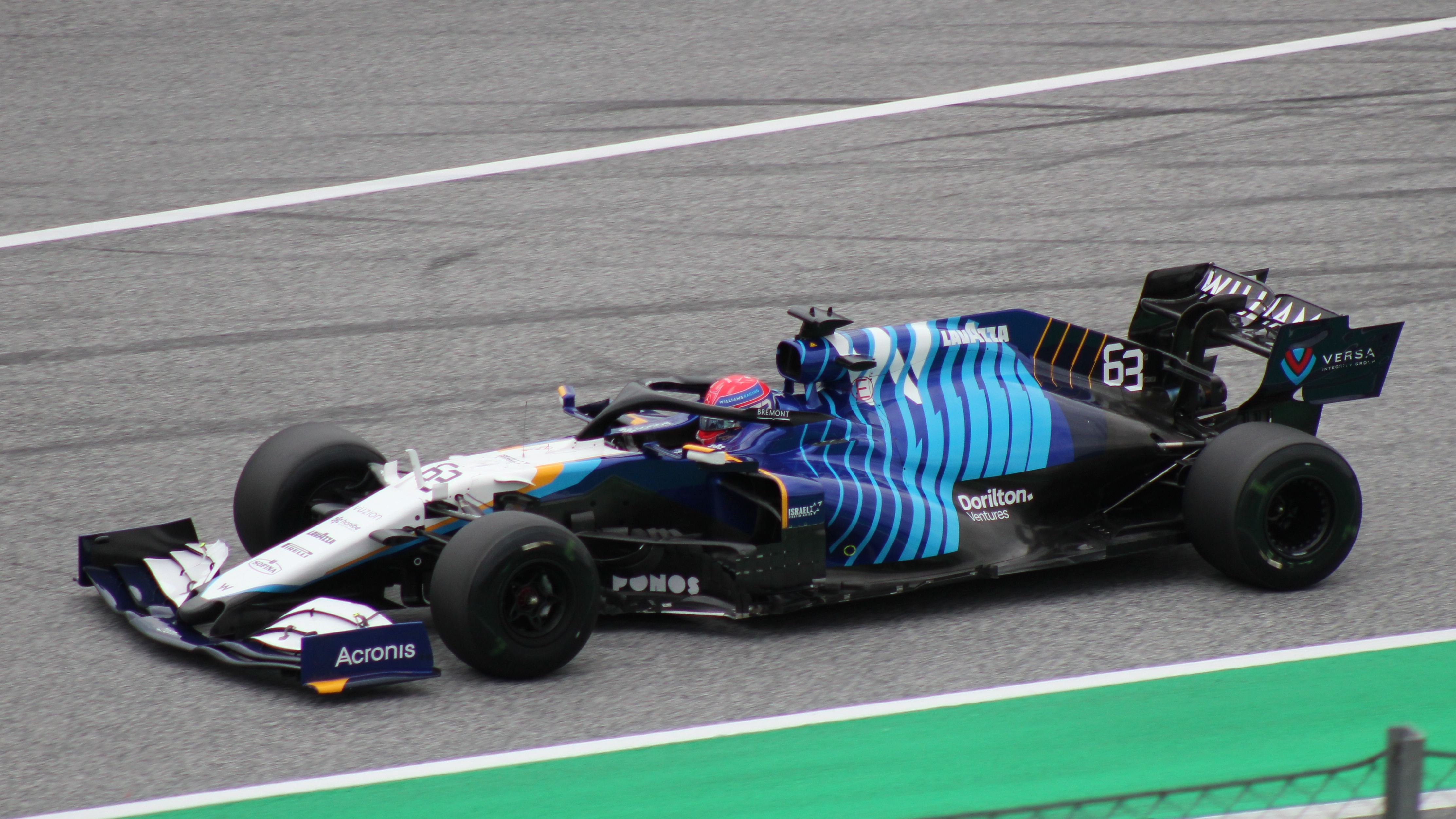
FIA F1 النمسا 2021 رقم 63 راسل

### الكارتينج
بدأ راسل الكارتينج في عام 2006 وتقدم من خلاله إلى صفوف الطلاب بحلول عام 2009، ليصبح بطل مسا البريطانية وبطل بريطانيا المفتوحة. في عام 2010 انتقل إلى فئة روتاكس ميني ماكس حيث أصبح بطل السوبر الأول البريطاني، وبطل نجوم الفورمولا كارت البريطانية، كما فاز بكارتماسترس (Kartmasters) في سباق الجائزة الكبرى البريطانية. تخرج راسل إلى KF3 في عام 2011, وحصل على لقب سكوسل  سوبرناتيونالز (SKUSA Supernationals) وأصبح بطل سيك-فيا (CIK-FIA) للاتحاد الأوروبي، وهو اللقب الذي دافع عنه بنجاح في عام 2012. وفي العام الأخير من الكارتينغ في عام 2013 انتهى راسل من المركز ال19 في بطولة العالم للسياحة سيك-فيا (KF1 CIK-FIA).

### فورمولا رينو 2.0
في عام 2014، حجز راسل له مقعد واحد لأول مرة، في سباق بطولة الفورمولا رينو 2.0 الألب. وكان قد وقع أصلا للسباق على بريما  بويرتيم (Prema Powerteam), قبل إجراء التبديل في اللحظة الأخيرة إلى كويرانن غب (Koiranen GP). على الرغم من فقدان الجولة من خلال المرض، انهى رابعا في البطولة، واخذ المنصة الوحيدة  للتتويج في حلقة ريد بول.
كما اعترض راسل على جولتين من بطولة يوروكوب فورمولا رينو 2.0 . شارك في جولة موسكو مع كويرانن جي بي (Koiranen GP)  قبل التحول إلى  سباق 1 تيش للجولة الأخيرة من الموسم في خيريز. سباق مثل كضيف مشارك، وفاز في السباق النهائي للموسم بعد البدأ من الموقف الأول.

### الصيغة 4
في عام 2014، روسيل أيضا تنافس في بطولة الفورمولا 4 بردك (BRDC)  مع حامل اللقب لسباق لانان (Lanan Racing). دخل السباق النهائي للموسم في سنيترتون (Snetterton) في معركة رباعية مع زميله أرجون مايني وهك لرياضة السيارات المقترانة من سنان فيلدينغ وراؤول هيمان. بعد انطلاقه من مركز القطب، راسيل فاز في السباق الخامس له هذا الموسم، لينتزع اللقب من خلال ثلاث نقاط فقط عن مايني.
بوصفة جائزة الفوز ببطولة بردك فورمولا 4 (BRDC)، قام راسل باختبار «جي بي 3» مع سيارة أردن موتورسبورت في حلبة مرسى ياس في أبوظبي. في كانون الأول / ديسمبر 2014، راسيل أصبحت أصغر فائز من أي وقت مضى بجائزة ماكلارين اوتوسبورت بردك المرموقة، بفوزه على مواطنه النهائيين ألكسندر ألبون، بن بارنيكوات، سنان فيلدينغ، سيب موريس وهاريسون سكوت  ليكسب نفسه 100,000 جنيه استرليني، و عضوية نادي السائقين البريطانيين لسباق واختبار الفورمولا واحد مع ماكلارين.
في شباط / فبراير عام 2015، أعلن راسل باعتبارها واحدة من الإثني عشر السائقين الذين تم اختيارهم للانضمام إلى برنلمج السائقين بنادي النجوم البريطاني،  كأصغر تجنيد من أي وقت مضى في البرنامج.

### البطولة الأوروبية فيا فورمولا 3
راسل تخرج إلى الفورمولا 3 في عام 2015، في سباق يطولة الاتحاد الدولي للسيارات الفورمولا 3 الأوروبية  مع كارلين. وقد حقق أول فوز له في السباق في الجولة الافتتاحية من الموسم في سيلفرستون، متقدما على زميله الوافد الجديد تشارلز ليكليرك و أنطونيو جيوفينازي  في السباق الثاني من عطلة نهاية الأسبوع. وقد تولى منصبين آخرين  في سبا-فرانكورشان، نوريسرينغ ليحتل المركز السادس في البطولة. كما أنهى كوصيف لدورة ليكليرك في ترتيب بطولة الصاعد.
في أيلول / سبتمبر 2015, راسل شارك في بطولة الفورمولا 3 غير البطولة التي أقيمت في زاندفورت. بعد الانتهاء من المركز الرابع في سباق التأهل، ذهب ليحتل المركز الثاني خلف زميله أنطونيو جيوفينازي في السباق الرئيسي. وكان من المقرر أيضا أن ينافس راسب في سباق الجائزة الكبرى ماكاو مع كارلين، ولكن تم استبدالها ييطل يوروفورمولا المفتوحة اليابانية السائق يو كانامارو قبل وقت قصير من هذا الحدث.
تحول راسل إلى هايتش جي بي لموسم 2016، وسجل انتصارين واحتل المركز الثالث في الترتيب.

### سلسلة GP3
في 19 كانون الثاني / يناير 2017، وقع راسيل مع آرت لسباق الجائزة الكبرى للموسم القادم من سلسلة «جي بي 3». لقد سبق أن قاد الفريق في آختبار الموسم الاخير في مرسى ياس في نوفمبر / تشرين الثاني 2016.
حقق رسل بداية قوية هذا الموسم على حلبة كاتالونيا في برشلونة - حيث أنهى عطلة نهاية الأسبوع مع المركز الرابع والخامس. أما السباق المقبل في ريد بول رينج، فقد شهد له أن يأخذ منصبه الأول في المنتخب والفوز في سلسلة «جي بي 3». وسجل راسل عودته إلى الوراء في 'سباق البيت' في سيلفرستون، قبل أن يحول ذلك إلى انتصار آخر في السباق الأول من عطلة نهاية الأسبوع وأخذ المركز الرابع في السباق الثاني - في طريقه إلى أخذ لقب البطولة.
وسرعان ما تبع ذلك أداء مهيمن في سبا-فرانكورشان، حيث رأى راسل بناء لقبه في البطولة - بعد فوزه واحتلاله المركز الثاني في السباقين، إلى جانب المركز ا؟لأول وأسرع لفة في كلا السباقات.
ولم تشهد الجولة المقبلة في مونزا سوى حدث واحد فقط من سلسة  «جي بي 3» بعد أن تم إلغاءها بسبب سوء الأحوال الجوية مما أدى إلى أيضا إلى إلغاء سباق السبت. وفاز راسل بمسابقة تيتنتك مع زملائيه في آرت غراند بريكس  جاك ايتكين وانتوان هوبيرت ليختم فوزه الرابع هذا الموسم.
وكان راسل قد حقق أربعة انتصارات وثلاثة مواقف أولا وخمسة منصات أخرى لوضعه في وضع يسمح له بتحقيق البطولة في خيريز، مع استكمال جولة كاملة من البطولة لا تزال في مرسى ياس. وفاز راسل بسباق سلسلة «جي بي 3» 2017  بعد أن احتل المركز الرابع في السباق الثاني، مما يتيح له صدارة لا يمكن تصديقها في ترتيب بطولة العالم.

### الفورمولا واحد
في 19 كانون الثاني / يناير 2017، انضم راسيل لمرسيدس أ أم جي بتروناس لرياضة السيارات كجزء من برنامج السائقين المبتدئين. وأعلن أن راسل سيشارك في كلا اليومين من اختبار بودابست على 1-2 أغسطس، الذي تبع بطولة العالم الفورمولا 1 ودعم سلسلة السباقات في نفس الدائرة من من قبل عطلة نهاية الأسبوع. في 7 تشرين الثاني / نوفمبر 2017 تم الأعلان عن أن راسل سيجعل له لأول مرة المشاركة في الفورمولا 1 في عام 2017 في سباق الجائزة الكبرى البرازيلية زلأول مرة القيادة في الممارسة الحرة واحدة لقوة الهند، أعلن أنه سوف تدفع أيضا بالنسبة لهم في أول ممارسة لعام 2017 في سباق الجائزة الكبرى في أبوظبي.

## سجل سباق

### الملخص الوظيفي
| الموسم | السلسلة                             | الفريق          | السباقات   | فوز        | صدارة      | الأسرع     | تتويج      | نقاط       | المركز     |
| ------ | ----------------------------------- | --------------- | ---------- | ---------- | ---------- | ---------- | ---------- | ---------- | ---------- |
| 2014   | BRDC Formula 4 Championship         | Lanan Racing    | 24         | 5          | 3          | 4          | 11         | 483        | 1st        |
| 2014   | Formula Renault 2.0 Alps            | Koiranen GP     | 12         | 0          | 0          | 0          | 1          | 123        | 4th        |
| 2014   | Eurocup Formula Renault 2.0         | Koiranen GP     | 2          | 0          | 0          | 0          | 0          | 0          | NC†        |
| 2014   | Eurocup Formula Renault 2.0         | Tech 1 Racing   | 2          | 1          | 1          | 1          | 1          | 0          | NC†        |
| 2015   | FIA European Formula 3 Championship | Carlin          | 33         | 1          | 0          | 0          | 3          | 203        | 6th        |
| 2015   | Masters of Formula 3                | Carlin          | 1          | 0          | 0          | 0          | 1          | N/A        | 2nd        |
| 2016   | FIA European Formula 3 Championship | HitechGP        | 30         | 2          | 3          | 3          | 10         | 264        | 3rd        |
| 2016   | Macau Grand Prix                    | HitechGP        | 1          | 0          | 1          | 0          | 0          | N/A        | 7th        |
| 2017   | GP3 Series                          | ART Grand Prix  | 15         | 4          | 4          | 5          | 7          | 220        | 1st        |
| 2017   | Formula One                         | مرسيدس جي بي    | سائق تجارب | سائق تجارب | سائق تجارب | سائق تجارب | سائق تجارب | سائق تجارب | سائق تجارب |
| 2017   | Formula One                         | فريق فورس إنديا | سائق تجارب | سائق تجارب | سائق تجارب | سائق تجارب | سائق تجارب | سائق تجارب | سائق تجارب |

† كما كان راسل سائق ضيف، لم يكن مؤهلا للحصول على نقاط البطولة.

### الاتحاد الدولي للسيارات الأوروبية نتائج البطولة الفورمولا 3
| الغام | الفريق   | المحرك     | 1       | 2        | 3        | 4         | 5       | 6         | 7       | 8       | 9       | 10      | 11      | 12        | 13      | 14       | 15        | 16       | 17      | 18      | 19      | 20      | 21      | 22      | 23        | 24      | 25       | 26      | 27      | 28       | 29      | 30        | 31      | 32      | 33        | DC  | النقاط |
| ----- | -------- | ---------- | ------- | -------- | -------- | --------- | ------- | --------- | ------- | ------- | ------- | ------- | ------- | --------- | ------- | -------- | --------- | -------- | ------- | ------- | ------- | ------- | ------- | ------- | --------- | ------- | -------- | ------- | ------- | -------- | ------- | --------- | ------- | ------- | --------- | --- | ------ |
| 2015  | Carlin   | Volkswagen | SIL 1 8 | SIL 2 1  | SIL 3 5  | HOC 1 11  | HOC 2 9 | HOC 3 18  | PAU 1 8 | PAU 2 6 | PAU 3 8 | MNZ 1 8 | MNZ 2 6 | MNZ 3 7   | SPA 1 6 | SPA 2 13 | SPA 3 3   | NOR 1 10 | NOR 2 5 | NOR 3 2 | ZAN 1 6 | ZAN 2 5 | ZAN 3 6 | RBR 1 5 | RBR 2 7   | RBR 3 9 | ALG 1 10 | ALG 2 5 | ALG 3 4 | NÜR 1 13 | NÜR 2 8 | NÜR 3 10  | HOC 1 7 | HOC 2 8 | HOC 3 Ret | 6th | 203    |
| 2016  | HitechGP | Mercedes   | LEC 1 3 | LEC 2 11 | LEC 3 18 | HUN 1 Ret | HUN 2 4 | HUN 3 Ret | PAU 1 4 | PAU 2 1 | PAU 3   | RBR 1 5 | RBR 2 2 | RBR 3 Ret | NOR 1 3 | NOR 2 9  | NOR 3 Ret | ZAN 1 7  | ZAN 2 9 | ZAN 3 5 | SPA 1 5 | SPA 2 1 | SPA 3 3 | NÜR 1 3 | NÜR 2 Ret | NÜR 3 7 | IMO 1 4  | IMO 2 3 | IMO 3 2 | HOC 1 7  | HOC 2 6 | HOC 3 Ret | 3rd     | 264     |           |     |        |

### نتائج سلسلة «جي بي 3» كاملة
| العام | الفريق         | 1         | 2         | 3         | 4         | 5         | 6         | 7           | 8          | 9         | 10        | 11        | 12        | 13        | 14        | 15        | 16        | مركز | النقاط |
| ----- | -------------- | --------- | --------- | --------- | --------- | --------- | --------- | ----------- | ---------- | --------- | --------- | --------- | --------- | --------- | --------- | --------- | --------- | ---- | ------ |
| 2017  | ART Grand Prix | CAT FEA 4 | CAT SPR 5 | RBR FEA 1 | RBR SPR 6 | SIL FEA 1 | SIL SPR 4 | HUN FEA DNS | HUN SPR 11 | SPA FEA 1 | SPA SPR 2 | MNZ FEA 1 | MNZ SPR C | JER FEA 2 | JER SPR 4 | YMC FEA 2 | YMC SPR 4 | 1st  | 220    |

### مشاركات الفورمولا 1 كاملة
| العام | الفريق     | الهيكل           | المحرك                          | 1   | 2   | 3   | 4   | 5   | 6   | 7   | 8   | 9   | 10  | 11  | 12  | 13  | 14  | 15  | 16  | 17  | 18  | 19     | 20     | WDC | النقاط |
| ----- | ---------- | ---------------- | ------------------------------- | --- | --- | --- | --- | --- | --- | --- | --- | --- | --- | --- | --- | --- | --- | --- | --- | --- | --- | ------ | ------ | --- | ------ |
| 2017  | فورس إنديا | فورس إنديا VJM10 | Mercedes M08 EQ Power+ 1.6 V6 t | AUS | CHN | BHR | RUS | ESP | MON | CAN | AZE | AUT | GBR | HUN | BEL | ITA | SIN | MAL | JPN | USA | MEX | BRA TD | ABU TD | –   | –      |

## وصلات خارجية
- الموقع الرسمي
- جورج راسل سجل المهنة من DriverDB.com
- British Racing Drivers' Club profile نسخة محفوظة 22 مايو 2021 على موقع واي باك مشين.
- جورج راسل على موقع DriverDB.com (الإنجليزية)
- جورج راسل على موقع AS.com (الإسبانية)